# Augustin Fries
Augustin Fries, eigentlich Augustin Mellis (* vermutlich um 1500, † nach 1562), war ein Drucker und Verleger, der unter anderem in Zürich, Strassburg und Ljubljana tätig war. 

## Leben
Bis zu seiner Ankunft in Zürich ist über Augustin Mellis wenig bekannt. Wegen seiner Herkunft aus Westfriesland firmierte er seine Drucke als Augustin Fries oder latinisiert Frisius.
Ab den frühen 1530er Jahren ist er in Zürich als Druckergeselle bei Christoph Froschauer nachgewiesen. Vor 1536 heiratete er Elisabeth Zimmermann, möglicherweise eine Verwandte von Froschauers Gattin. 1538 erhielt er das Zürcher Bürgerrecht und trat der Zunft zur Saffran bei. Ab 1540 ist er als selbständiger Drucker nachweisbar. Seine Druckerei beifand sich im Haus zum Wolkenstein an der Rössligasse 8.
Unter anderem druckte er in Zürich drei Schriften für den englischen Theologen John Hooper. Umgeben von geschichtsinteressierten Gelehrten und Sammlern wie Werner Steiner, Johannes Stumpf und Heinrich Bullinger, veröffentlichte Fries auch mehrere Spiele von Jakob Ruf sowie eine Reihe von altbekannten und neuen Liedern zur eidgenössischen Geschichte, die er an den Geschmack des nunmehr reformierten Publikums in Zürich anpasste und mit Tonangaben versah. Konsequent fortgesetzt wurde diese Sammlung eidgenössischer Schlachtlieder durch Hans Rudolf Wyssenbach.
Ab 1551 war Fries in Straßburg tätig, 1552 erfolgte in Zürich die Scheidung von seiner Gattin Elisabeth Zimmermann, die des Ehebruchs mit einem Druckergesellen geständig war. 1553 scheint er versucht zu haben, eine Druckerei in Neuchâtel zu gründen. 1554 publizierte er in Straßburg eine Sammlung mit Texten von Martin Luther und Johannes Brenz. 1561 reiste Fries nach Ljubljana, wo sich seine Spuren nach 1562 verlieren.